# 阿南自動車学校
阿南自動車学校（あなんじどうしゃがっこう）は、徳島県阿南市西路見町にある徳島県公安委員会指定の自動車教習所。
かつての富岡自動車学校（とみおかじどうしゃがっこう）で2010年10月1日に桑野自動車学校と統合し現在の名前となった。阿南自動車学校の所在地は、富岡自動車学校と同じである。

## 概要

### 取得免許
- 普通自動車（MT・AT）
- 普通自動二輪車
- 中型自動車
- 大型自動車

### 所在地
- 〒774-0009 徳島県阿南市西路見町姥1番1

### 移転前の所在地
- 〒774-0030 徳島県阿南市富岡町庄境16-1